# نادية النيازي
نادية النيازي هي ممثلة مغربية، شاركت في عدة أعمال تلقزية وسينمائية، وهي زوجة الفنان المغربي يونس ميكري.

## مسارها
بدأت حياتها الفنية عام 1980 وهي طالبة في شعبة الأدب الإنجليزي، كما خاضت تجارب ضمن المسرح الجامعي في بداياته. 
شاركت في عدة أفلام سنيمائية وتلفزيونية مغربية وأجنبية، مثل «عاشقة من الريف» الذي حازت فيه على جائزة أحسن دور خلال المهرجان الوطني للفيلم بطنجة، ثم فيلم «الخونة» من إخراج شون غوليت. وفيلم «ملاذ» للمخرج إبراهيم الإدريسي، وهو فيلم قصير من بطولتها إلى جانب الممثل عز العرب الكغاط، وفيلم «إرهاب» للمخرج هشام عين الحياة، وهو فيلم روائي طويل شارك إلى جانبها في تشخيص أدواره إسماعيل أبو القناطر وعمر لطفي وآخرين. أما بخصوص الأعمال الأجنبية فقد شاركت في المسلسل الأمريكي الطاغية، وفيلم «مجسم من أجل الملك» من إخراج الألماني توم تيكوير وبطولة الأمريكي توم هانكس.
أما على مستوى التلفزيون فقد شاركت في أعمال من قبيل سلسلات «أحلام نسيم» لعلي الطاهري، و«نشركوا الطعام» لنرجس النجار، وسلسلة «كابول كيتشن» (Kaboul Kitchen)، وغيرها.

## روابط خارجية
- نادية النيازي على موقع IMDb (الإنجليزية)
- نادية النيازي على موقع قاعدة بيانات الأفلام العربية
- نادية النيازي على موقع ألو سيني (الفرنسية)
- نادية النيازي على موقع قاعدة بيانات الفيلم (الإنجليزية)